# 栉咽丽鱼属
櫛咽麗魚屬，是條鰭魚綱䲁形目麗魚科下的一個屬。

## 分類
本屬屬於褶唇麗魚亞科，目前被認可的種如下：
- 中間櫛咽麗魚 Ctenopharynx intermedius
- 耀櫛咽麗魚 Ctenopharynx nitidus
- 繡色櫛咽麗魚 Ctenopharynx pictus